# AX510N
AX-510Nは、NECインフロンティアが開発した、ウィルコム向けPCカード型 Type IIデータ通信端末製品である。

## 概要
この端末は、社名をDDIポケットからウィルコムに、またAir"Hの名称をAIR-EDGEに変更してから初めて販売された機種になった。
AX-510Nは、AIR-EDGE[PRO]「8x」（256kbps通信サービス（32K×8））のサービスインに合わせて発売された。PCカード型の端末で、PCカードスロットが無く、USBのみのPCでは、別売りの「PCカード用USBアダプタ」で対応している。本体の色調はシルバーを採用している。外観の特徴として、本体上部の左右に回転式のアンテナを設けている。
通信形式は、AIR-EDGEは[PRO]「8x」（256kbps・32×8）、「4x」（128kbps・32×4）、「2x」（64kbps・32×2）、「1x」（32kbps・32×1）、64Kフレックスチェンジ（ネット25）に対応している。また、PIAFS（64k・32k）に対応している。
また、「MEGAPLUS」サービスを利用する事で、Mbpsクラスの体感速度が得られるとしていた。サービスの利用料金は[PRO]では無料。それ以外のコースでは500円（税込）で利用する事が出来た（2010年12月サービス終了）。
また、台湾・タイでの国際ローミングにも対応している。
付属品は、専用ユーティリティソフトを収録したCDなどが付属している。

## 仕様
- 対応OS（各日本語版）
  - Microsoft Windows 98SE
  - Microsoft Windows Millennium Edition
  - Microsoft Windows 2000
  - Microsoft Windows XP
  - Classic Mac OS 8.5 - 9.2.2
  - macOS 10.1.5 以上

## 歴史
- 2004年11月30日 - 技術基準適合証明 (TELEC) の審査を通過（証明記号 - 001JXAA1068 , 001JXAA1069）。
- 2004年12月10日 - JATE（財団法人電気通信端末機器審査協会）による審査を通過（認定番号:A04-0645001）。
- 2005年1月18日 - AIR-EDGE[PRO]サービスインに合わせ、販売予定公表。
- 2005年2月18日 - 発売開始。